# 麻阳西站
麻阳西站位于中华人民共和国湖南省怀化市麻阳县高村镇大塘村，是张吉怀高速铁路上的一座车站，2021年12月6日随张吉怀高速铁路开通而投入使用，由中国铁路广州局集团张家界车务段管辖，车站距麻阳县城约5公里。

## 车站结构
车站站房以“魅力苗乡、福寿麻阳”为设计理念，采用斜屋顶设计，将长寿、祈福与本地特色文化相结合；站房总建筑面积4999平方米，候车室950平方米，设有2座站台、4条股道，以及1座进出站地道。